# Proclinopyga
Proclinopyga is een geslacht van insecten uit de familie van de dansvliegen (Empididae), die tot de orde tweevleugeligen (Diptera) behoort.

## Soorten
- P. amplectens Melander, 1928
- P. exporrecta Melander, 1928
- P. fistulator Melander, 1928
- P. monogramma Melander, 1928
- P. solivaga Melander, 1928